# Atenolol
Atenolol é uma droga que pertence ao grupo dos beta bloqueadores, uma classe de drogas usadas principalmente em doenças cardiovasculares. Introduzido em 1976, o atenolol foi desenvolvido como um substituto para o propranolol no tratamento da hipertensão, angina pectoris e arritmia cardíaca. A hipertensão é uma condição clínica na qual a pressão sanguínea em repouso excede constantemente 130/90 mmHg (como definido pela  segundo nova diretrizes da AHA). A hipertensão é um fator de risco para ataques cardíacos, infarto e sérios danos renais. Ao contrário do propranolol, que cruza a barreira hematoencefálica e pode ter maior concentração no cérebro, causando efeitos colaterais como a depressão e pesadelos, o atenolol é especificamente desenvolvido para ser incapaz de passar a barreira hematoencefálica, de modo a prevenir esse efeito. Além disso, o atenolol possui melhores resultados clínicos de diminuição sistólica e diastólica que propranolol, metoprolol e oxprenolol.

## Indicações terapêuticas
Por ser um agente beta-adrenérgico bloqueador ele age seletivamente nos receptores β1 do coração, diminuindo o ritmo cardíaco e a força de contração cardíaca, consequentemente reduz-se a pressão sistólica e a diastólica e o trabalho cardíaco, diminuindo também o consumo de oxigênio, com estas ações deve-se indicar este medicamento para hipertensão arterial sistêmica, angina pectoris, arritmia cardíaca e consequentemente previne o infarto. Inclui-se como uso off label o tratamento de sintomas físicos da ansiedade, devido a sua potencial redução de pressão sanguínea, sendo que este será usado assim que necessário, ao invés de ser usado continuamente.
O atenolol também pode ser indicado como tratamento profilático para sintomas crônicos de enxaqueca.

## Efeitos adversos
Efeitos comuns (entre 1% e 0,1% da população) incluem:
- Bradicardia
- Extremidades frias
- Distúrbios gastrointestinais
- Fadiga

Efeitos incomuns (entre 0,1% e 0,01% da população) incluem:
- Distúrbios do sono
- Elevação dos níveis de transaminases

Efeitos Raros (entre 0,001% e 0,0001% da população) incluem:
- piora da insuficiência cardíaca
- tontura
- cefaleia
- parestesia
- alterações de humor
- psicose
- alucinação
- boca seca
- toxicidade hepática
- púrpura
- trombocitopenia
- erupções cutâneas
- olhos secos
- distúrbios visuais
- impotência
- broncoespasmo (caso haja histórico de asma)

Efeitos Muito Raros (menos de 0,0001% da população) inclui:
- Aumento de anticorpos antinucleares

## Interações
Deve-se ter cuidado ao utilizar esta medicação com outras drogas que podem diminuir a pressão sanguínea ou contração cardíaca, dentre elas:
- verapamil
- adrenalina
- agonista beta adrenérgico
- clonidina
- derivados ergóticos
- anti-inflamatório não-hormonal
- cimetidina

Pelo metabolismo hepático destas drogas também deve-se ter cuidado ao usar concomitantemente.
- fenobarbital
- rifampicina

Medicações que contêm cálcio e alumínio interferem na absorção desta droga.
Pode aumentar riscos de depressão miocárdica caso usado com Halotano (anestésico de inalação).
O efeito do Atenolol pode ser diminuído caso utilizado com agentes simpatomiméticos (adrenalina) ou com inibidores da prostaglandina sintetase (ibuprofeno, indometacina)

## Contra-indicações
Pacientes com hipotensão,diabetes mellitus e doença renal (devendo ter a dose ajustada, principalmente com uso de insulina.), bradicardia (frequência cardíaca menor que 60), insuficiência cardíaca congestiva. Deve-se tomar cuidado com pacientes asmáticos, pois uma dose acima do recomendado pelo médico irá antagonizar os receptores beta 2 que estão presentes nos brônquios, ou seja, acontecerá uma brônquio constrição. O medicamento apresentou risco para fetos humanos, porém os potenciais benefícios do tratamento com o Atenolol podem justificar o risco em casos graves ou que ameacem a vida, quando não há outras opções medicamentosas. Apesar de não haverem contra-indicações para conduzir algum veículo ou operar máquinas, é importante levar em consideração que pode haver tontura e fadiga. O uso para crianças não é recomendado devido ao fato de não haver experiência clínica com crianças.

## Farmacocinética
É rápida e completamente absorvido, com concentração plasmática mais ou menos de uma a três horas após a ingestão. Tem metabolização hepática e seu principal metabólito, o 4-hidroxipropanolol, tem meia-vida de até sete horas. Tem excreção renal. Atravessa a barreira placentária, portanto tem classificação categoria D pelo FDA, ou seja, tem reconhecido efeito danoso ao desenvolvimento da criança quando usado na gestação. Também é excretado no leite materno e os lactentes podem ter baixo peso, bradicardia e hipotensão.

## Farmacodinâmica
A glândula supra-renal produz adrenalina e noradrenalina, hormônios cujos efeitos serão minimizados com atenolol. Dos diversos receptores adrenérgicos, esta droga tem ação específica nos receptores beta-1, que estão predominantemente no coração. Esses receptores ativados produzem aumento da atividade cardíaca e induz maior produção de noradrenalina. Quando o atenolol bloqueia esses receptores, há menor atividade cardíaca, causando diminuição da pressão arterial e do consumo de oxigênio pelo músculo cardíaco. Este medicamento também estimula a produção de nitrato, o que proporciona maior vasodilatação.